# Lukavice (Strážov)
Lukavice je malá vesnice, část města Strážov v okrese Klatovy v Plzeňském kraji. Nachází se asi dva kilometry severovýchodně od Strážova. Prochází zde silnice II/171. Lukavice leží v katastrálním území Lukavice u Strážova o rozloze 3,2 km². V katastrálním území Lukavice u Strážova leží i Kněžice.

## Historie
První písemná zmínka o vesnici pochází z roku 1379.

## Obyvatelstvo
| Rok            | 1869 | 1880 | 1890 | 1900 | 1910 | 1921 | 1930 | 1950 | 1961 | 1970 | 1980 | 1991 | 2001 | 2011 | 2021 |
| -------------- | ---- | ---- | ---- | ---- | ---- | ---- | ---- | ---- | ---- | ---- | ---- | ---- | ---- | ---- | ---- |
| Počet obyvatel | 141  | 143  | 128  | 118  | 130  | 153  | 141  | 84   | 84   | 77   | 77   | 69   | 77   | 52   | 52   |
| Počet domů     | 16   | 17   | 17   | 17   | 18   | 18   | 20   | 22   | 27   | 19   | 20   | 25   | 27   | 28   | 29   |

## Obecní správa
Při sčítání lidu v letech 1850–1963 Lukavice byly samostatnou obcí v okrese Klatovy. Od roku 1964 jsou částí města Strážov v okrese Klatovy. V letech 1850–1809 k obci patřilo Kozí a v letech 1850–1963 také Kněžice.

## Pamětihodnosti
- Venkovské domy čp. 4 a 6

## Osobnosti
15. dubna 1894 se ve vesnici narodil Josef Toman, český nevidomý klavírista, varhaník a hudební skladatel († 1. prosince 1972).

## Další fotografie

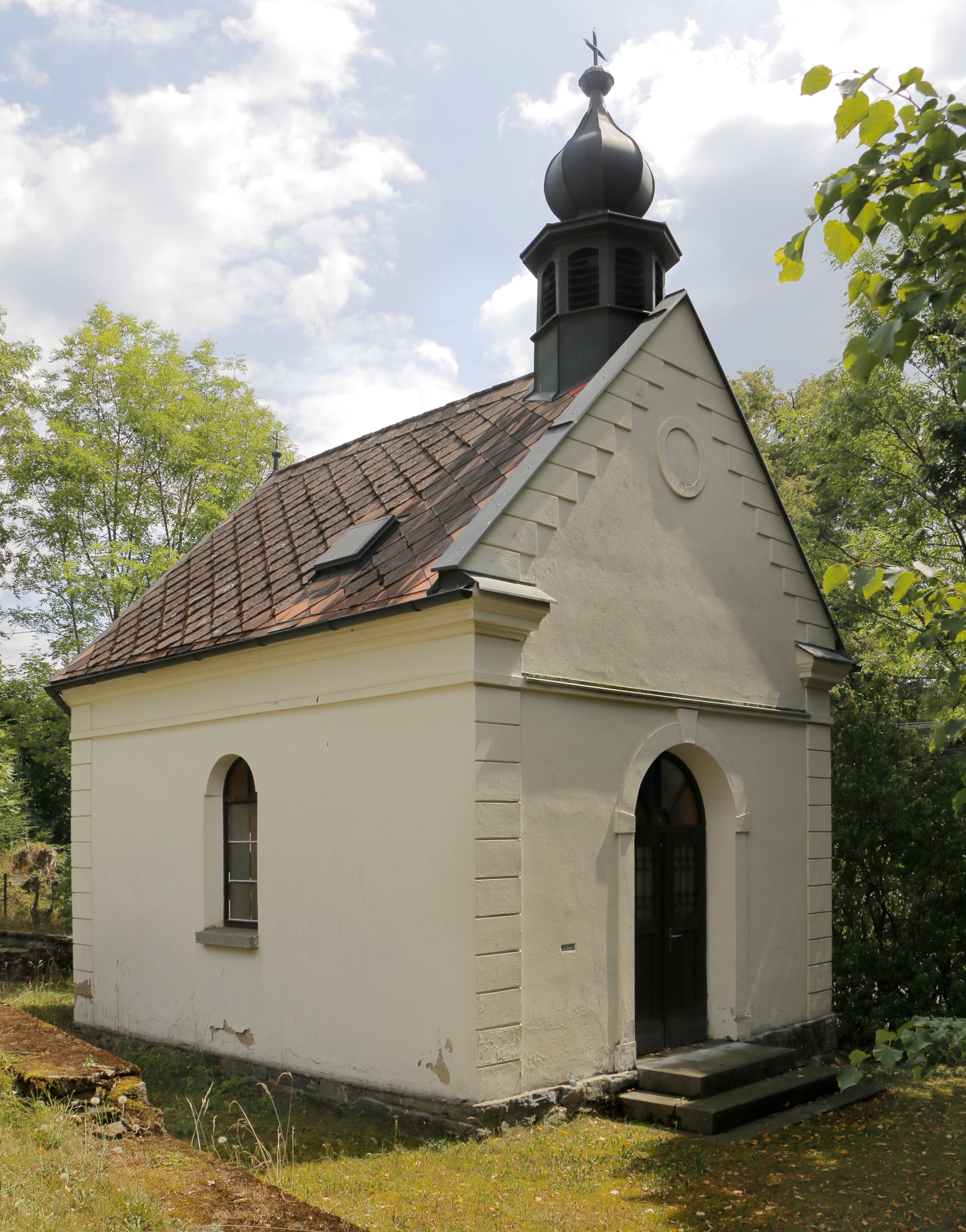
Kaple Nejsvětější trojice
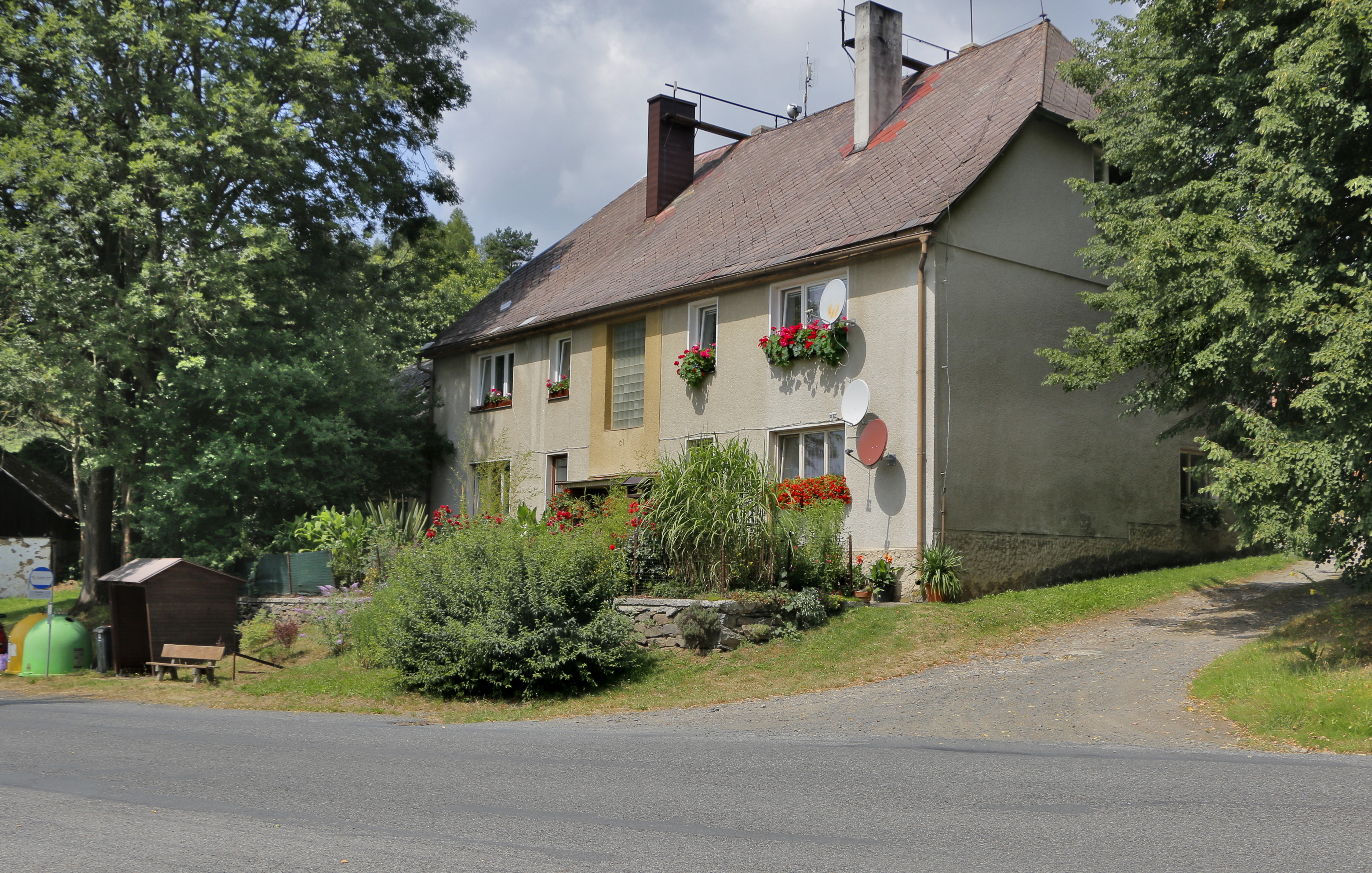
Dům čp. 1
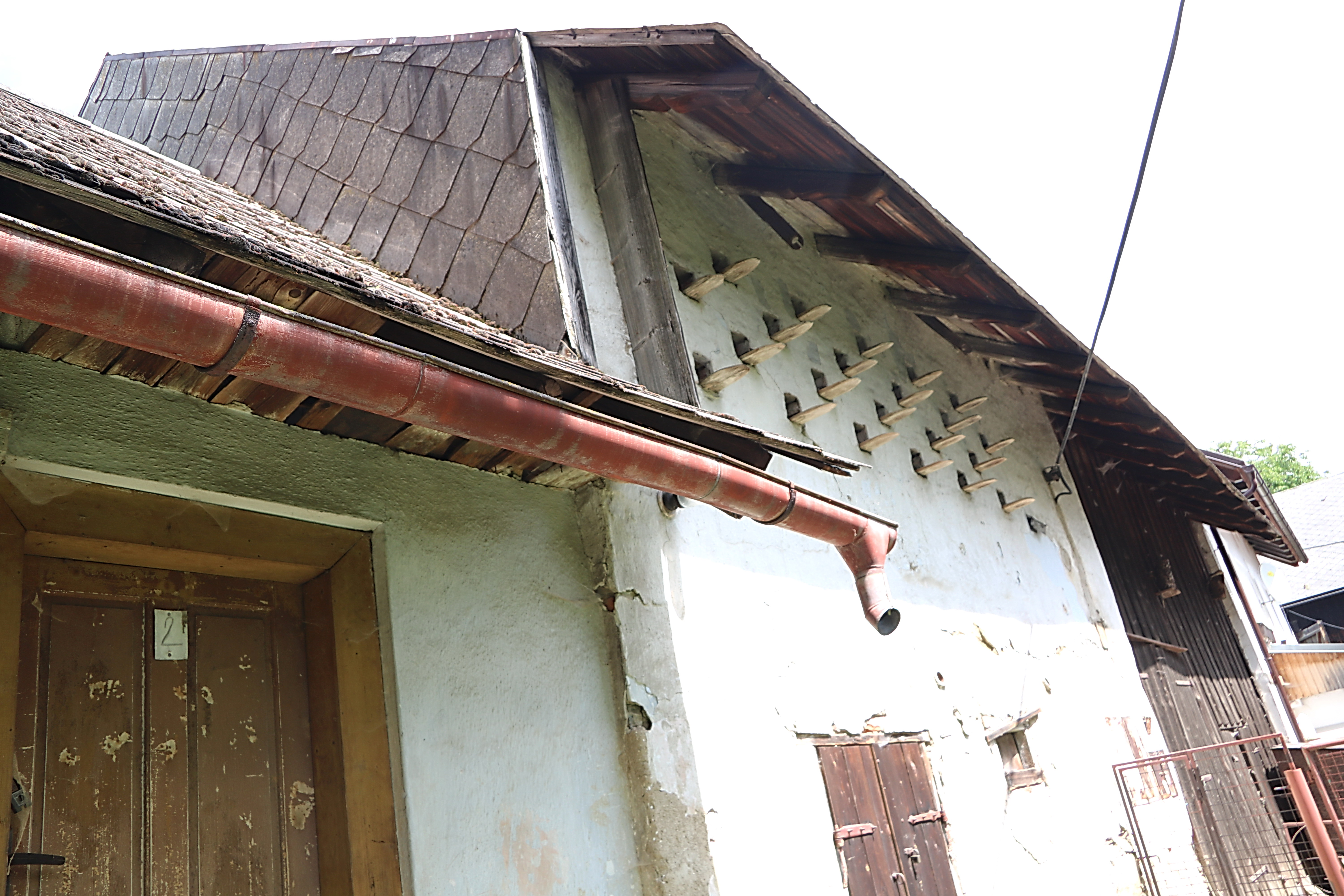
Starý dům č. 2 s holubníkem
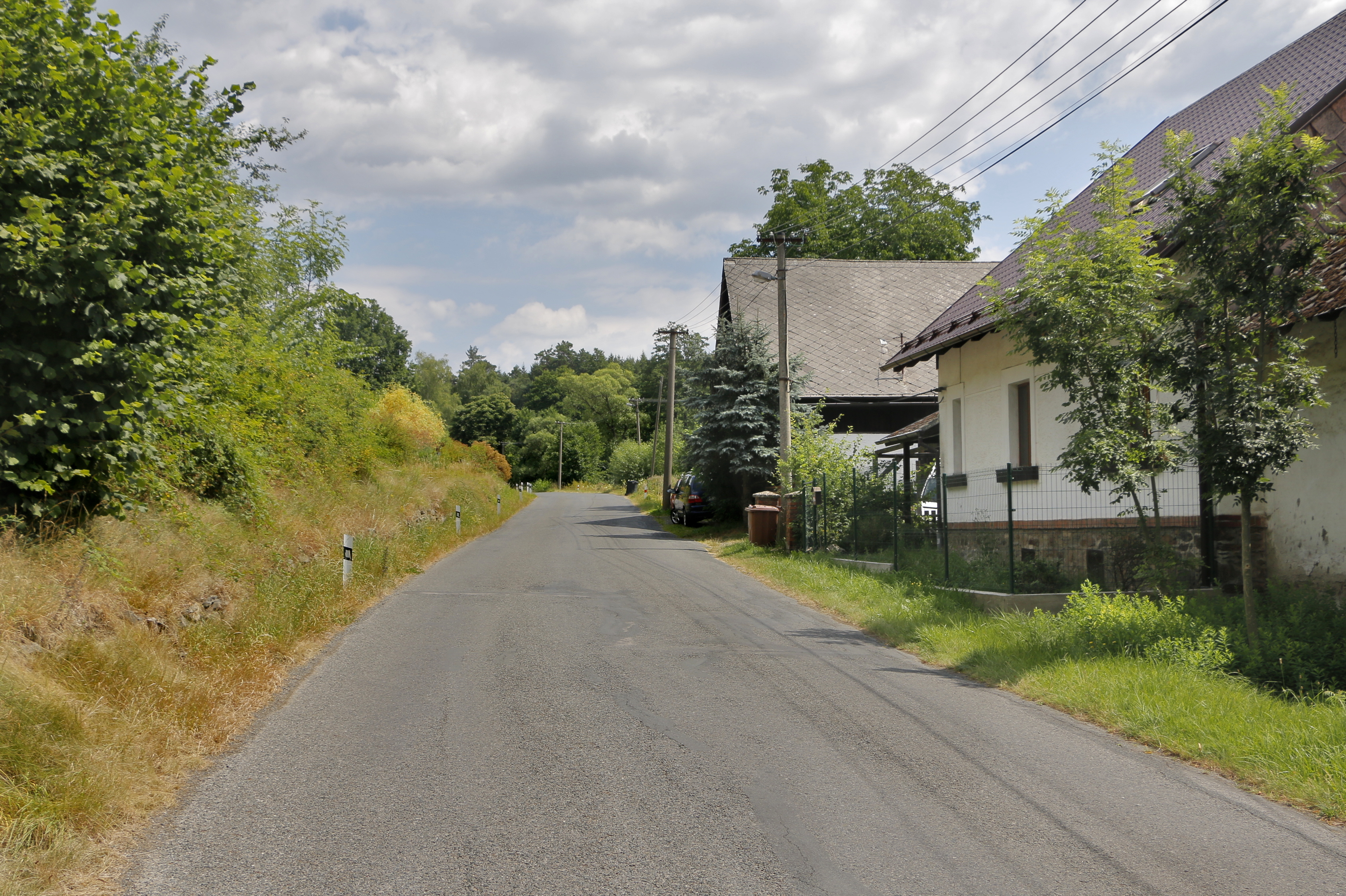
Silnice k Běšinám